# Cliffhanger (datorspel)
Cliffhanger är ett TV-spel från 1993 och baserat på filmen med samma namn.

## Handling
Ett flygplan fullt med terrorister, vilka försöker stjäla pengar från ett fraktflygplan, skjuts ner av ett FBI-flygplan. Två terrorister överlever, och skickar ut en nödsignal. Huvudfiguren, Gabe, vet inte att nödsignalen i själva verket kommer från en terroristgrupp. Vid framkomsten kidnappar terroristerna Gabes vän Hal, och håller honom som gisslan. Gabe måste ge sig ut och skaffa fram pengarna och rädda Hal.

## Mottagande
Spelet togs emot med överväldigande negativa omdömen. Det belönades bland annat med 1994 års titel för sämsta omarbetning från film till spel av den amerikanska speltidskriften Electronic Gaming Monthly som gav spelet 4.75 poäng av 10 möjliga i betyg till SNES-versionen och 3 poäng av 10 möjliga till NES-versionen. Den brittiska speltidskriften Mega kallade spelet "en verkligt vedervärdig bit programvara" ("a truly disgusting piece of software").

### Fotnoter
1. ↑  ”Cliffhanger” (på svenska). Nintendomagasinet (Kungsbacka: Atlantic) (1 1994):  sid. 30-31. januari 1994. Läst 30 april 2014.
2. ↑  Electronic Gaming Monthly's Buyer's Guide. 1995.
3. ↑  Mega, nr. 20, sid. 44, maj 1994.